# Tercera División B de Chile 2014
El Campeonato Nacional de Tercera División B 2014 o Torneo de Tercera B 2014, corresponde al 28.º torneo de la Tercera División B de la serie E del fútbol chileno y que lo organiza la Asociación Nacional de Fútbol Amateur de Chile (ANFA). Comenzará el 27 de abril de 2014 y finalizará en diciembre del mismo año.
En cuanto a las escuadras que participarán por primera vez en su historia en este torneo, sobresale el retorno del emblemático Provincial Osorno, además de los nuevos equipos, como son Gendarmería de Chile de Santiago, Incas del Sur de Independencia, Unión Compañías de La Serena, Deportes Recoleta, Escuela de Fútbol Macul, Chimbarongo F.C., y Ferro Estación Colina (que hizo de local en Lampa).
Habrá 2 equipos invitados, que son Gendarmería e Incas del Sur, y al actuar en calidad de invitados, no podrán ascender ni descender por esta temporada.

## Relevos
| Pos. | Descendidos a la 3.ª División B 2014 |
| ---- | ------------------------------------ |
| 11.º | Sportverein Jugenland (Desafiliado)  |

| Pos. | Ascendidos a la 3.ª División B 2014 |
| ---- | ----------------------------------- |
| -    | Deportes Recoleta                   |
| ''   | Provincial Osorno                   |
| -    | Chimbarongo FC                      |
| -    | Escuela de Fútbol Macul             |
| -    | Ferro Lampa                         |
| -    | Gendarmería de Chile                |
| -    | Incas del Sur                       |
| -    | Unión Compañías                     |

## Información
| Equipo                                        | Ciudad           | Entrenador        | Estadio                   | Capacidad | Marca           | Patrocinador           |
| --------------------------------------------- | ---------------- | ----------------- | ------------------------- | --------- | --------------- | ---------------------- |
| Chimbarongo FC                                | Chimbarongo      | Gerardo Silva     | Municipal de Chimbarongo  | 1.500     | Training        | Chimbarongo            |
| Deportes Osorno                               | Osorno           | Marcos Millape    | Rubén Marcos Peralta      | 10.800    | Imtex Osorno    | Bandera de Chile       |
| Deportes Recoleta                             | Recoleta         | Fabián Marzuca    | Chacabuco                 | 3.000     | Training        | Vega Central           |
| Deportes Tocopilla                            | Tocopilla        | Manuel Soto       | Municipal de Los Lirios   | 1.000     | Lotto           | Adecco                 |
| Escuela de Fútbol Macul                       | Macul            | Óscar Caballero   | Complejo Santa Julia      | 200       | Dalponte        | Macul                  |
| Ferro Lampa                                   | Lampa y Colina   | Juan Pinar        | Municipal de Lampa        | 1.000     |                 | Lampa                  |
| Ferroviarios de Chile                         | Estación Central | Claudio Cofré     | Los Nogales               | 300       | Training        | Pullman Bus            |
| Gasparín FC                                   | El Bosque        | Gustavo Sepúlveda | Municipal Lo Blanco       | 1.000     | Monarca         | Distribuidora Gasparín |
| Gendarmería de Chile                          | Santiago         | Marco Cari        | Municipal de La Pintana   | 3.700     | Training        | PF                     |
| Incas del Sur                                 | Independencia    | Edgar Cornejo     | Juan Antonio Ríos         | 3.000     | Umbro           | El Ají Seco            |
| Juventud Salvador                             | Lo Espejo        | Manuel Rodríguez  | Cardenal Caro             | 1.152     | Kdu             | Buses Nuñez            |
| Juventud Puente Alto                          | Puente Alto      | Pedro Morales     | Municipal de Puente Alto  | 3.000     | Gonzsport       | Radio Imagen           |
| Lautaro de Buin                               | Buin             | Jorge Guzmán      | Lautaro                   | 1.100     | Dalponte        | Casas Buin             |
| Luis Matte Larraín                            | Puente Alto      | Eduardo Ferj      | Municipal de Puente Alto  | 3.000     | JF Sports       | G2 Ltda.               |
| Quintero Unido                                | Quintero         | Claudio Figueroa  | Municipal Raúl Vargas     | 1.000     | Nike            | GNL Quintero           |
| Real San Joaquín                              | San Joaquín      | Jaime Lizama      | Municipal de Peñalolén    | 3.000     | Kdu             | La Gran Ocasión        |
| San Bernardo Unido                            | San Bernardo     | Juan Bravo        | Municipal de San Bernardo | 3.000     | JCQ             |                        |
| Unión Compañías                               | La Serena        | Wilson Free       | Juan Soldado              | 2.500     | Deportes Player | Minera Dominga         |
| Datos actualizados el 31 de diciembre de 2014 |                  |                   |                           |           |                 |                        |

## Localización
| \| Región \| Equipos \| \| ------------- \| ----------------------------------------------------------------------------------------------------------------------------------------------------------------------------------------------------------------------------------------------------- \| \| Metropolitana \| - Deportes Recoleta - Escuela de Fútbol Macul - Ferro Estación - Ferroviarios - Gasparín F.C. - Gendarmería - Incas del Sur - Juventud Puente Alto - Juventud Salvador - Lautaro de Buin - Luis Matte Larraín - Real San Joaquín - San Bernardo Unido \| \| Antofagasta \| - Deportes Tocopilla \| \| Coquimbo \| - Unión Compañías \| \| Valparaíso \| - Quintero Unido \| \| O'Higgins \| - Chimbarongo FC \| \| Los Lagos \| - Provincial Osorno \| | |
| Región | Equipos |
| Metropolitana | - Deportes Recoleta - Escuela de Fútbol Macul - Ferro Estación - Ferroviarios - Gasparín F.C. - Gendarmería - Incas del Sur - Juventud Puente Alto - Juventud Salvador - Lautaro de Buin - Luis Matte Larraín - Real San Joaquín - San Bernardo Unido |
| Antofagasta | - Deportes Tocopilla |
| Coquimbo | - Unión Compañías |
| Valparaíso | - Quintero Unido |
| O'Higgins | - Chimbarongo FC |
| Los Lagos | - Provincial Osorno |

|}

## Modalidad
El campeonato se juega en 3 fases.
Formato: Solamente habrá 1 fase y se jugará en 2 grupos bajo el sistema de todos contra todos.
- Primera fase: Se dividirán en 2 grupos de 10 para la Zona Centro y 8 para la Zona Sur. Los equipos que finalicen entre los primeros 4 en sus zonas clasificarán a la segunda fase
- Segunda Fase: Los 8 clasificados jugarán esta fase en 2 grupos: 4 equipos al Grupo A y 4 equipos al Grupo B. Recibirán puntos de bonificación según cómo hayan clasificado en la Primera Fase. Los equipos que finalicen 1.º y 2.º en cada grupo, avanzarán a la Fase Final
- Fase Final: A esta fase avanzaron los 2 primeros de cada grupo. Se enfrentan en 2 ruedas de 3 fechas.

- Los Equipos que finalicen 1.º y 2.º ascenderán como campeón y subcampeón respectivamente a la Tercera División 2015.
- Los Equipos que finalicen 3.º y 4.º jugarán una promoción contra los 2 últimos de la Tercera División.
- Descenso: Los Clubes que no avancen a la segunda ronda, deberán jugar una liguilla zonal de permanencia, los que terminen en la última posición de esta deberán volver a su asociación de origen.

NOTA: En cada caso, la ubicación en la Tabla de Posiciones se determina por Puntos; Partidos Ganados; Diferencia de Goles; Goles Convertidos; Goles Recibidos; Resultados entre los igualados; Partido Extra.
Si los punteros terminan con igual puntaje, el campeón se definirá en Partido Extra.

## Primera Fase

### Zona Centro
Fecha de actualización: 31 de agosto de 2014
| Pos. | Equipos                 | PTS | PJ | PG | PE | PP | GF | GC | DIF | REND.  |
| ---- | ----------------------- | --- | -- | -- | -- | -- | -- | -- | --- | ------ |
| 1.º  | Juventud Salvador       | 39  | 18 | 12 | 3  | 3  | 32 | 17 | +15 | 72.2%  |
| 2.º  | Deportes Recoleta       | 38  | 18 | 12 | 2  | 4  | 49 | 29 | +20 | 70.4%  |
| 3.º  | Quintero Unido          | 38  | 18 | 12 | 2  | 4  | 40 | 24 | +16 | 70.4%  |
| 4.º  | Real San Joaquín        | 35  | 18 | 11 | 2  | 5  | 40 | 20 | +20 | 64.8%  |
| 5.º  | Unión Compañías         | 25  | 18 | 7  | 4  | 7  | 28 | 32 | -4  | 46.3%  |
| 6.º  | Incas del Sur           | 22  | 18 | 6  | 4  | 8  | 23 | 30 | -7  | 40.7%  |
| 7.º  | Ferroviarios            | 20  | 18 | 6  | 2  | 10 | 30 | 42 | -12 | 37.0%  |
| 8.º  | Escuela de Fútbol Macul | 19  | 18 | 6  | 1  | 11 | 39 | 38 | +1  | 35.2%  |
| 9.º  | Gendarmería             | 15  | 18 | 4  | 3  | 11 | 22 | 44 | -22 | 27.8%" |
| 10.º | Ferro Lampa             | 7   | 18 | 2  | 1  | 15 | 28 | 55 | -27 | 13.0%  |

|  |                                                |
|  | Clasificados a Segunda Fase.                   |
|  | Disputarán la Liguilla de Permanencia.         |
|  | Equipos invitados; no ascienden ni descienden. |

### Zona Sur
Fecha de actualización: 24 de agosto de 2014
| Pos. | Equipos              | PTS | PJ | PG | PE | PP | GF | GC | DIF | REND. |
| ---- | -------------------- | --- | -- | -- | -- | -- | -- | -- | --- | ----- |
| 1.º  | Chimbarongo FC       | 28  | 14 | 8  | 3  | 2  | 33 | 12 | +21 | 66.6% |
| 2.º  | Deportes Osorno      | 28  | 14 | 8  | 4  | 2  | 32 | 12 | +20 | 66.6% |
| 3.º  | Gasparín FC          | 24  | 14 | 7  | 3  | 4  | 35 | 26 | +9  | 57.1% |
| 4.º  | Deportes Tocopilla   | 23  | 14 | 8  | 1  | 5  | 29 | 23 | +6  | 54.8% |
| 5.º  | Lautaro de Buin      | 22  | 14 | 6  | 4  | 4  | 18 | 18 | 0   | 52.4% |
| 6.º  | Juventud Puente Alto | 12  | 14 | 3  | 3  | 8  | 28 | 35 | -7  | 28.6% |
| 7.º  | Luis Matte Larraín   | 10  | 14 | 3  | 1  | 10 | 16 | 40 | -24 | 22.7% |
| 8.º  | San Bernardo Unido   | 10  | 14 | 3  | 1  | 11 | 14 | 44 | -30 | 22.7% |

|  |                                 |
|  | Clasificados a Segunda Fase.    |
|  | Juegan Liguilla de Permanencia. |

## Permanencia
En esta fase deberán jugar los clubes que no clasificaron a la siguiente ronda, divididos en las mismas zonas, el que resulte último de cada grupo deberá volver a su asociación de origen.

### Zona Centro
Fecha de actualización: 24 de agosto de 2014
| Pos. | Equipos                 | PTS | PJ | PG | PE | PP | GF | GC | DIF | REND. |
| ---- | ----------------------- | --- | -- | -- | -- | -- | -- | -- | --- | ----- |
| 1.º  | Unión Compañías         | 14  | 6  | 4  | 2  | 0  | 16 | 4  | +12 | 77.7% |
| 2.º  | Ferroviarios            | 10  | 6  | 3  | 1  | 2  | 21 | 16 | +5  | 55.5% |
| 3.º  | Ferro Lampa             | 6   | 6  | 2  | 0  | 4  | 9  | 21 | -12 | 33.3% |
| 4.º  | Escuela de Fútbol Macul | 4   | 6  | 1  | 1  | 4  | 14 | 19 | -5  | 22.2% |

Incas del Sur y Gendarmería no participan al ser clubes Invitados en este Torneo. 
|  |                                                                   |
|  | Se mantiene en la Tercera División B para la siguiente temporada. |
|  | Desciende. Deberá volver a su asociación de origen.               |

### Zona Sur
Fecha de actualización: 24 de agosto de 2014
| Pos. | Equipos              | PTS | PJ | PG | PE | PP | GF | GC | DIF | REND. |
| ---- | -------------------- | --- | -- | -- | -- | -- | -- | -- | --- | ----- |
| 1.º  | Lautaro de Buin      | 14  | 6  | 4  | 2  | 0  | 15 | 8  | +7  | 77.7% |
| 2.º  | San Bernardo Unido   | 7   | 6  | 2  | 1  | 3  | 12 | 12 | 0   | 38.8% |
| 3.º  | Luis Matte Larraín   | 7   | 6  | 2  | 1  | 3  | 12 | 14 | -2  | 38.8% |
| 4.º  | Juventud Puente Alto | 6   | 6  | 2  | 0  | 4  | 11 | 16 | -5  | 33.3% |

|  |                                      |
|  | Se mantiene en la Tercera División B |
|  | Desciende a su asociación de origen  |

## Segunda Fase

### Zona Centro
Fecha de actualización: 24 de agosto de 2014
| Pos. | Equipos           | PTS | PJ | PG | PE | PP | GF | GC | DIF | REND. |
| ---- | ----------------- | --- | -- | -- | -- | -- | -- | -- | --- | ----- |
| 1.º  | Real San Joaquín  | 13  | 6  | 4  | 1  | 1  | 17 | 14 | +3  | 72.2% |
| 2.º  | Juventud Salvador | 12  | 6  | 3  | 0  | 3  | 13 | 8  | +5  | 66.6% |
| 3.º  | Deportes Recoleta | 12  | 6  | 3  | 1  | 2  | 12 | 8  | +4  | 66.6% |
| 4.º  | Quintero Unido    | 4   | 6  | 1  | 0  | 5  | 9  | 21 | -12 | 22.2% |

- Juventud Salvador fue bonificado con +3 puntos.
- Deportes Recoleta fue bonificado con +2 puntos.
- Quintero Unido fue bonificado con +1 punto.
- Real Juventud San Joaquín partió esta fase sin bonificación.

|  |                                                                             |
|  | Clasificado. Accede a cuadrangular final por el ascenso.                    |
|  | Eliminado. Se mantienen en la Tercera División B para la próxima temporada. |

### Zona Sur
Fecha de actualización: 24 de agosto de 2014
| Pos. | Equipos            | PTS | PJ | PG | PE | PP | GF | GC | DIF | REND. |
| ---- | ------------------ | --- | -- | -- | -- | -- | -- | -- | --- | ----- |
| 1.º  | Gasparín FC        | 13  | 6  | 4  | 0  | 2  | 17 | 11 | +6  | 72.2% |
| 2.º  | Chimbarongo FC     | 13  | 6  | 3  | 1  | 2  | 14 | 9  | +5  | 72.2% |
| 3.º  | Deportes Osorno    | 10  | 6  | 2  | 2  | 2  | 12 | 11 | +1  | 55.5% |
| 4.º  | Deportes Tocopilla | 4   | 6  | 1  | 1  | 4  | 8  | 20 | -12 | 22.2% |

- Chimbarongo FC Fue bonificado con +3 puntos.
- Deportes Osorno  Fue bonificado con +2 puntos.
- Gasparín FC Fue bonificado con +1 punto.

|  |                                                                             |
|  | Clasificado. Accede a cuadrangular final por el ascenso.                    |
|  | Eliminado. Se mantienen en la Tercera División B para la próxima temporada. |

## Fase Final
A esta fase llegan los dos primeros de cada zona y juegan un cuadrangular todos contra todos. El ganador de este cuadrangular asciende como Campeón de la categoría, a la Tercera División 2015, el 2.º de este cuadrangular también asciende a la Tercera División 2015, como el subcampeón. Los que finalicen 3.º y 4.º disputarán una promoción contra los que finalicen 13.º y 14.º respectivamente en la Tercera División 2014.
| Pos. | Equipos           | PTS | PJ | PG | PE | PP | GF | GC | DIF | REND. |
| ---- | ----------------- | --- | -- | -- | -- | -- | -- | -- | --- | ----- |
| 1.º  | Real San Joaquín  | 13  | 6  | 4  | 1  | 1  | 12 | 6  | +6  | 72,2% |
| 2.º  | Chimbarongo FC    | 10  | 6  | 3  | 1  | 2  | 9  | 7  | +2  | 55,5% |
| 3.º  | Gasparín FC       | 9   | 6  | 3  | 0  | 3  | 9  | 10 | -1  | 50%   |
| 4.º  | Juventud Salvador | 2   | 6  | 0  | 2  | 4  | 5  | 12 | -7  | 11,1% |

|  |                                                                                               |
|  | Campeón. Asciende a la Tercera División A 2015.                                               |
|  | Subcampeón. Asciende a la Tercera División A 2015.                                            |
|  | Disputarán liguilla de promoción antes los últimos dos equipos de la Tercera División A 2014. |

### Campeón
|                                     |
| Campeón Real San Joaquín 1.º título |

## Repechaje

### Ida
| 6 de diciembre de 2014, 18:30 | Juventud Salvador | 1:2     | Enfoque | Cardenal Caro, Lo Espejo (Santiago) |  |
|                               |                   | Reporte |         |                                     |  |

| 7 de diciembre de 2014, 17:30 | Gasparín FC | 1:1     | Pudahuel Barrancas | Lo Blanco, El Bosque (Santiago) |  |
|                               |             | Reporte |                    |                                 |  |

### Vuelta
| 13 de diciembre de 2014, 18:30 | Enfoque | 1:3     | Juventud Salvador | Guillermo Saavedra, Rancagua |  |
|                                |         | Reporte |                   |                              |  |

| 13 de diciembre de 2014, 21:00 | Pudahuel Barrancas | 0:1     | Gasparín FC | Modelo, Pudahuel (Santiago) |  |
|                                |                    | Reporte |             |                             |  |

|                                                                    |
| Gasparin FC Asciende y jugará en la Tercera División A 2015.       |
|                                                                    |
| Juventud Salvador Asciende y jugará en la Tercera División A 2015. |

## Goleadores
| Jugador              | Equipo                  | Goles anotados |
| -------------------- | ----------------------- | -------------- |
| Víctor Soto          | Deportes Osorno         | 25             |
| Felipe Pezoa         | Escuela de Fútbol Macul | 21             |
| Javier Castillo      | Ferroviarios            | 21             |
| Juan Carlos González | Gasparín FC             | 21             |
| Lenin González       | Real San Joaquín        | 20             |
| Williams Sepúlveda   | Chimbarongo FC          | 19             |
| Daniel Castro        | Quintero Unido          | 17             |
| Jorge Meneses        | Deportes Recoleta       | 15             |
| Benjamín López       | Juventud Salvador       | 15             |
| Marcelo Solís        | Juventud Puente Alto    | 14             |

### Autogoles
| Jugador           | Equipo               | En favor de          | Goles en contra |
| ----------------- | -------------------- | -------------------- | --------------- |
| Juan Madariaga    | Gendarmería de Chile | Incas del Sur        | 1               |
| Diego Melgarejo   | San Bernardo Unido   | Juventud Puente Alto | 1               |
| Juan Araneda      | San Bernardo Unido   | Deportes Tocopilla   | 1               |
| Richard Rodríguez | Lautaro de Buin      | Juventud Puente Alto | 1               |